# Бур-Бруш
Бур-Бруш (фр. Bourg-Bruche) насеље је и општина у источној Француској у региону Алзас, у департману Доња Рајна која припада префектури Молсхајм.
По подацима из 2011. године у општини је живело 438 становника, а густина насељености је износила 29,16 становника/km². Општина се простире на површини од 15,02 km². Налази се на средњој надморској висини од 495 метара (максималној 825 m, а минималној 448 m).

## Демографија
| 1962. | 1968. | 1975. | 1982. | 1990. | 1999. | 2011. |
| ----- | ----- | ----- | ----- | ----- | ----- | ----- |
| 368   | 385   | 328   | 368   | 325   | 376   | 438   |

График промене броја становника у току последњих година